# Meteoridea infuscata
Meteoridea infuscata är en stekelart som först beskrevs av Granger 1949.  Meteoridea infuscata ingår i släktet Meteoridea och familjen bracksteklar. Inga underarter finns listade i Catalogue of Life.